# Scherzheim

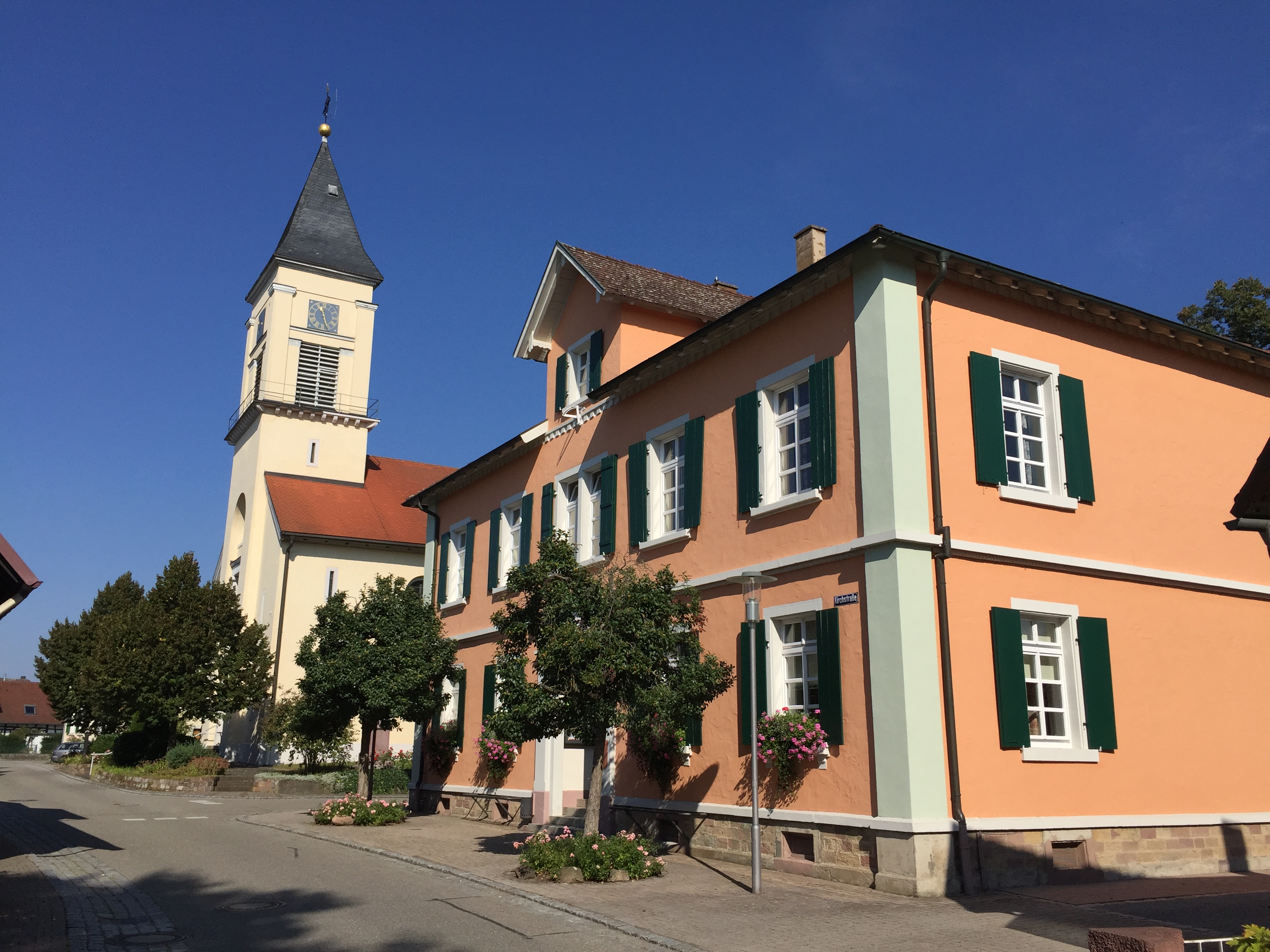
Weinbrennerkirche und Rathaus Scherzheim

Scherzheim ein Ortsteil der Stadt Lichtenau im baden-württembergischen Landkreis Rastatt. Es wurde am 1. Januar 1972 eingemeindet und hat über 1000 Einwohner.

## Geographische Lage
Scherzheim liegt in der Oberrheinischen Tiefebene 2 km südsüdwestlich der Lichtenauer Kernstadt, 2,2 km südwestlich von Ulm und 2 km nordnordöstlich von Muckenschopf, alles Ortsteile der Stadt Lichtenau. Im benachbarten Ortenaukreis befinden sich west- bis südwestlich der Ortschaft Teile des Stadtgebiets von Rheinau mit dem dortigen Ortsteil Helmlingen. Durch Scherzheim fließt der Unterlauf der Acher (Feldbach), ein rechtsseitiger Nebenfluss des 2,7 km nordwestlich der Ortschaft auf der Grenze zu Frankreich verlaufenden Rheins. Zwischen diesem Fluss und dem Dorf liegt der Altrhein bei Scherzheim. Dort verläuft der Rheinniederungskanal vorbei.

## Geschichte

### Mittelalter
Der Name der Ortschaft, Scherzheim, lässt sich vermutlich von einem Personennamen als „Heim des Scarto“ aus der Merowingerzeit herleiten. Von 1145 ist eine Verbindung mit dem benachbarten und heute ebenfalls Lichtenauer Ortsteil Ulm belegt. Damals gehörte Scherzheim zum Kloster Schwarzach. Das Dorf gehörte zum Amt Lichtenau der Herrschaft Lichtenberg. Es war allodialer Besitz. 1335 nahmen die mittlere und die jüngere Linie des Hauses Lichtenberg eine Landesteilung vor. Dabei fiel das Amt Lichtenau – und damit auch Scherzheim – an Ludwig III. von Lichtenberg, der die jüngere Linie des Hauses begründete.
Anna von Lichtenberg (* 1442; † 1474) war als Tochter Ludwigs V. von Lichtenberg (* 1417; † 1474) eine von zwei Erbtöchtern mit Ansprüchen auf die Herrschaft Lichtenberg. Sie heiratete 1458 den Grafen Philipp I. den Älteren von Hanau-Babenhausen (* 1417; † 1480), der eine kleine Sekundogenitur aus dem Bestand der Grafschaft Hanau erhalten hatte, um sie heiraten zu können. Durch die Heirat entstand die Grafschaft Hanau-Lichtenberg. Nach dem Tod des letzten Lichtenbergers, Jakob von Lichtenberg, eines Onkels von Anna, erhielt Philipp I. d. Ä. 1480 die Hälfte der Herrschaft Lichtenberg. Die andere Hälfte gelangte an seinen Schwager, Simon IV. Wecker von Zweibrücken-Bitsch. Das Amt Lichtenau gehörte zu dem Teil von Lichtenberg, den die Nachkommen von Philipp und Anna erbten.

### Frühe Neuzeit
Graf Philipp IV. von Hanau-Lichtenberg (1514–1590) führte nach seinem Regierungsantritt 1538 die Reformation in seiner Grafschaft konsequent durch, die nun lutherisch wurde. In den Kriegen des 17. und 18. Jahrhunderts, wurde Scherzheim mehrfach zerstört und ausgeplündert; beispielsweise standen zum Ende des 17. Jahrhunderts nach Durchzug des französischen Generals Ezéchiel de Mélac im Pfälzer Erbfolgekrieg (1688–1697) in der Ortschaft nur noch drei Häuser.
Nach dem Tod des letzten Hanauer Grafen, Johann Reinhard III., 1736 fiel das Erbe – und damit auch das Amt Lichtenau mit Scherzheim – an den Sohn seiner einzigen Tochter, Charlotte von Hanau-Lichtenberg, Landgraf Ludwig (IX.) von Hessen-Darmstadt. In dieser Zeit war Scherzheim bereits einmal verwaltungsmäßig ein Teil von Lichtenau.

### Neuzeit
Mit dem Reichsdeputationshauptschluss wurde das Amt und Scherzheim 1803 dem neu gebildeten Kurfürstentum Baden zugeordnet.
Scherzheim wurde am 1. Januar 1972 im Rahmen der Gebietsreform in Baden-Württemberg nach Lichtenau eingemeindet. Es war damit erste Gemeinde, die durch diesen Prozess zu Lichtenau kam. Scherzheim gehörte bis zum 31. Dezember 1972 dem Landkreis Kehl an. Infolge der Kreisreform wurde Scherzheim (inzwischen ein Stadtteil von Lichtenau) dem neuen Landkreis Rastatt zugeordnet.

### Einwohnerentwicklung
1492 hatte Scherzheim rund 150 Einwohner, einhundert Jahre später 350, heute sind es über 1000 Einwohner.

## Kultur

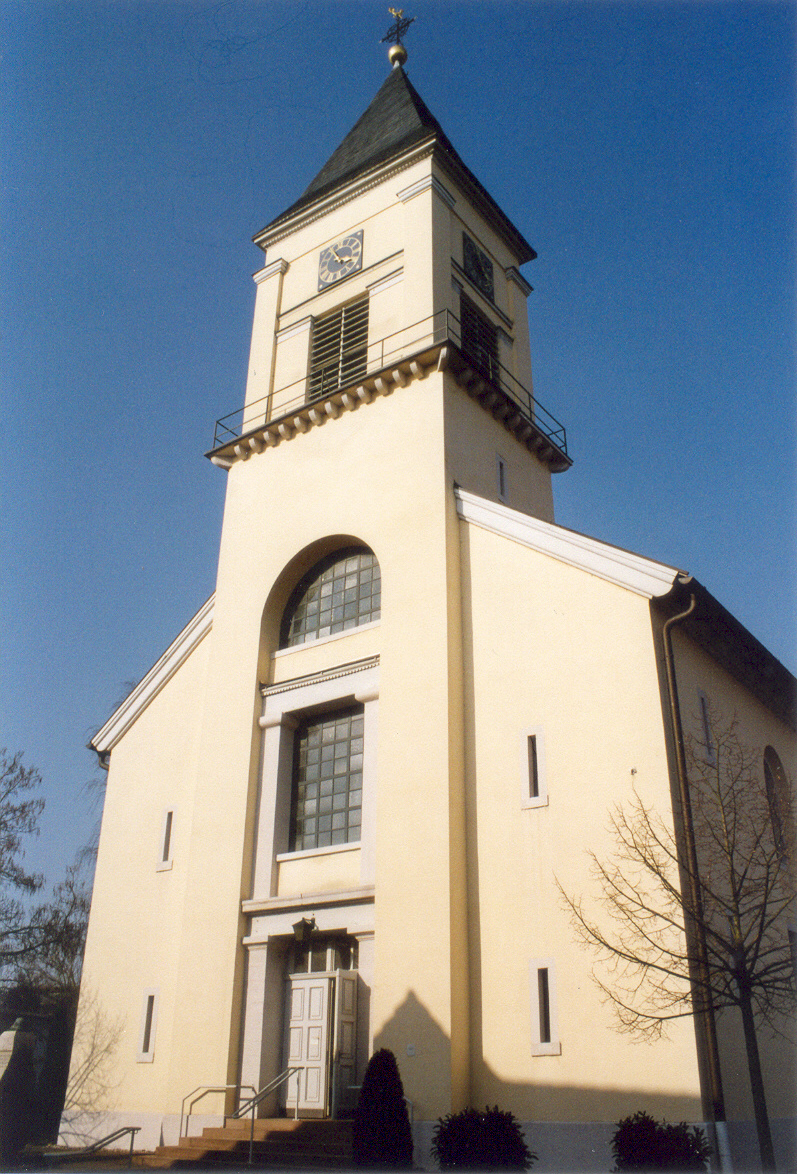
Klassizistische Kirche von Friedrich Weinbrenner

Die evangelische Dorfkirche Scherzheim wurde 1811 von Friedrich Weinbrenner im Stil des Klassizismus errichtet. Es war die erste Kirche in Baden in diesem Stil und sie wurde zum gestaltgebenden Vorbild vieler anderer Kirchen im Land.
Mit dem Hoftheater Scherzheim verfügt die Stadt Lichtenau über ein Kleinkunsttheater.
Im Dorf stehen einige historische Fachwerkhäuser.

## Persönlichkeiten
Zu den Söhnen und Töchtern der Ortschaft gehört Elmer Bantz (1908–2002), der Rundfunksprecher und Direktor des Hoftheaters Scherzheim war.